# Église Saint-Marcel de Molosmes
L'église Saint-Marcel est une église catholique située à Molosmes (Yonne), en France, dont elle est l'actuelle église paroissiale.

## Historique
L’église Saint-Marcel est l’ancienne abbatiale du monastère Saint-Pierre fondé au VIe siècle et reconstruite dans la première moitié du XVIe siècle. Elle n'est devenue l'église paroissiale de Molosme qu'après la Révolution et la vente de l'ancienne église paroissiale devenue privée.
En 1998 des fouilles ont dégagé des niveaux de sol et des structures antérieurs à l’édifice actuel : une canalisation voûtée en pierre sèche, un four à chaux et de fonte de cloche et, à l’intérieur comme à l’extérieur du bâtiment, des sépultures dont celles d’enfants. 
L'édifice est classé au titre des monuments historiques en 1965.